# Coregonus nilssoni
Coregonus nilssoni es una especie de pez de la familia Salmonidae en el orden de los Salmoniformes.

## Alimentación
Come zoo plancton.

## Distribución geográfica
Se encuentra en Europa.